# Ematurga glarearia
Ematurga glarearia là một loài bướm đêm trong họ Geometridae.